# قرمزی‌کند
قرمزی‌کند (ترکی آذربایجانی: Qırmızıkənd) یک منطقهٔ مسکونی در جمهوری آرتساخ است که در استان مارتاکرت واقع شده‌است.